# تور بلوم
تور بلوم (بالسويدية: Tore Blom)‏ هو منافس ألعاب قوى وصحفي سويدي، ولد في 23 أبريل 1880 في Lilla Edet ‏ في السويد، وتوفي في 24 سبتمبر 1961 في ستوكهولم في السويد.

## وصلات خارجية
- تور بلوم على موقع اللجنة الأولمبية الدولية (الإنجليزية)
- تور بلوم على موقع أوليمبيديا (الإنجليزية)
- تور بلوم على موقع اللجنة الأولمبية السويدية (السويدية)